# Dziura pod Mylną
Dziura pod Mylną – jaskinia w Dolinie Kościeliskiej w Tatrach Zachodnich. Ma dwa otwory wejściowe położone w zboczu Raptawickiej Turni, kilkanaście metrów poniżej Okna Pawlikowskiego w Jaskini Mylnej, na wysokościach 1074 i 1077 m n.p.m. Długość jaskini wynosi 13 metrów, a jej deniwelacja 4 metry.

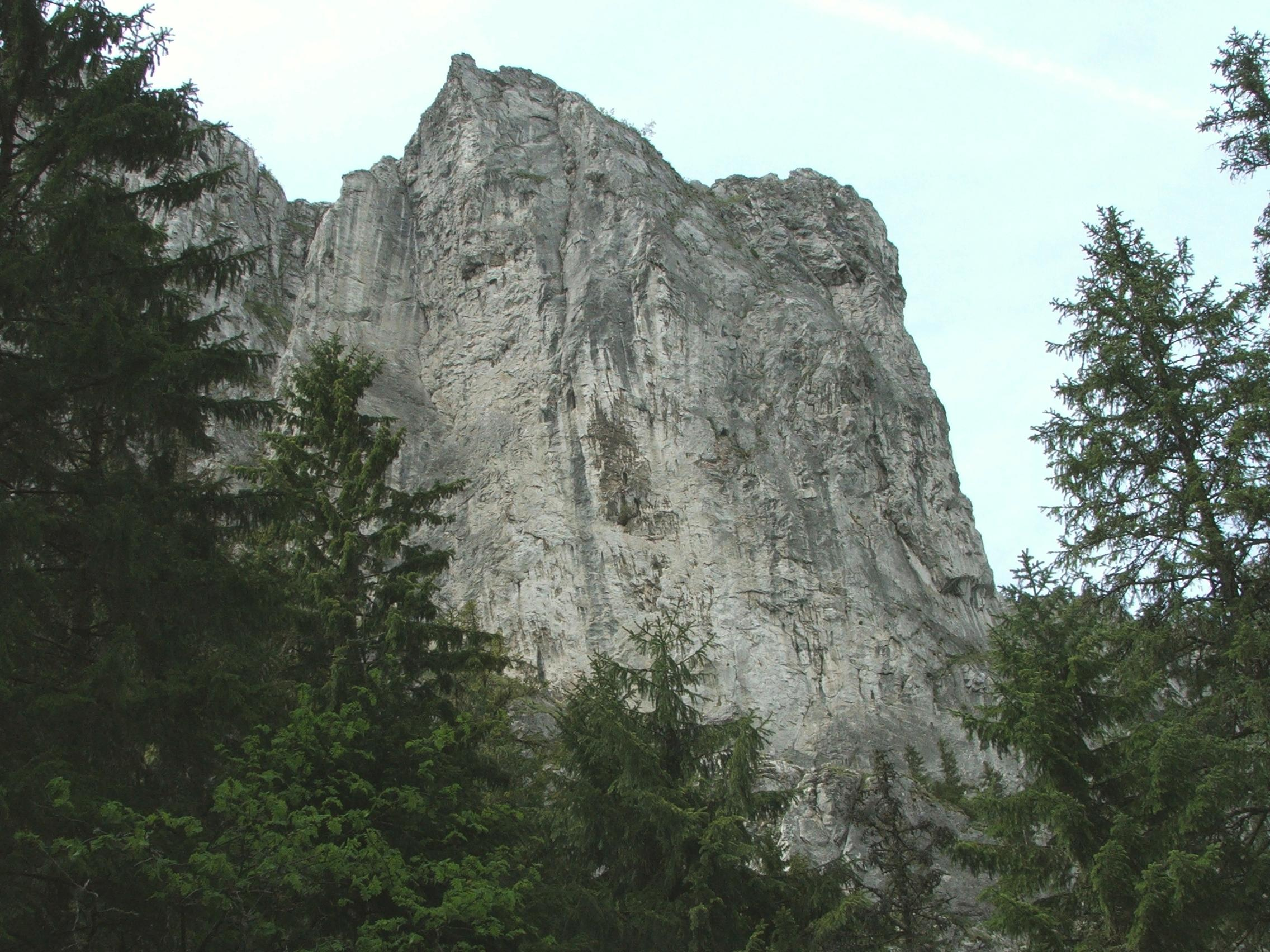
Raptawicka Turnia

## Opis jaskini
Jaskinię tworzy korytarz łączący otwór dolny i górny. Zaczyna się w niewielkiej salce przy małym otworze dolnym, idzie stromo do góry, następnie zakręca i dochodzi do małego otworu górnego. Niedaleko tego otworu odchodzi w bok studzienka, którą można dostać się do salki na początku jaskini.

## Przyroda
W jaskini można spotkać nacieki grzybkowe. Ściany są suche, nie ma na nich roślinności.
Jaskinia była dawniej częścią systemu krasowego, w skład którego wchodziły Jaskinie Pawlikowskiego (Jaskinia Mylna, Jaskinia Raptawicka, Jaskinia Obłazkowa) oraz Jaskinia Mysia i Dziura pod Raptawicą.

## Historia odkryć
Jaskinia była znana od dawna. W 1942 roku był w niej Stefan Zwoliński i sporządził pierwszy jej plan i opis.